# Ђорђе Стојковић „Ђоша”
Ђорђе Стојковић, познатији под надимком Ђоша, јесте измишљени лик који се први пут појавио у серији Породично благо, а затим и у филмовима: Тајна породичног блага, А сад адио и Леле, бато. Лик је измислио Синиша Павић, а тумачио Богољуб Митић. Митић је због ове улоге и сам добио надимак „Ђоша”.

## Биографија
Ђоша је родом из села Стајковце од оца Владимира Стојковића. Долази у Београд да би брату Тихомиру донео новац којим он жели да купи плац од Гаврила Гавриловића. Од тада остаје у Београду да би помогао брату око сређивања тог плаца, за који убрзо Тика Шпиц открива да је на њему закопано благо. Пре тога, Ђоша је био познат као велики женскарош, весељак и алкохоличар, а забављао се са Дудом Пироћанком, још једним ликом из серије.

## Породично благо
Када се испоставља да се благо, које Тика Шпиц жели да ископа, више не налази на купљеном плацу, већ на суседном, чији је власник Павле Пандуровић (Паја Трошак), Тика Шпиц, који је сам већ у браку, одлучује да ожени Ђошу комшијином кћерком, како би се домогао блага. Односи новопечених супружника у почетку су хладни, иако је брак, наизглед, испунио своју сврху (Шпиц се домогао блага). Ипак, када Тихомир бива ухапшен, Ђоша је принуђен да помогне свом брату и преузме контролу над благом које је закључано у трезору банке. У међувремену се испоставља да је Ђошина жена трудна, а његови односи са њом заиста постају блиски. Стога, позвавши се на ранији усмени договор са братом о равноправној подели блага, он од дела своје половине плаћа адвоката (Валерију Гавриловић), а остатак задржава за себе; док Шпицову половину (на његово касније запрепашћење) закопава, омогућивши Гавриловићима, Паји Трошку и судији Рису да је пронађу, скинувши тако сумњу са своје породице.

## А сад, адио
Ујутро 31. децембра на једној београдској пијаци Шпиц и Ђоша продају прасиће и јелке. Европско лудило крава се на београдској пијаци рефлектује на следећи начин: појавом лудих прасића, о чему глас из чисте обести и нетрпељивости према Шпицу и Ђоши протура Листер, новокомпоновани богаташ. Ђоши и његовом брату Тики Шпицу инспекција заплењује сву робу и они одлазе са пијаце у кафану „Код Мачка“ на по врућу ракију, јер за више немају пара. Међутим, у кафани Ђоши зазвони мобилни телефон и када се јавио, непознати глас му говори да је решио да му врати део новца који му је позајмио и да се јави на одређено место да га подигне (то заправо је био Листеров мобилни који је он на пијаци заменио са Ђошиним). Ђоша и Тика поверују у то да је неко стварно решио да врати Ђоши паре (за које Ђоша каже да је „вероватно неком позајмио давно, па се не сећа“) и крећу да их подигну. Након тога Ђоша прима још један позив где му други непознат глас говори да му је резервисан апартман у хотелу уз „пословну пратњу“. Ђоша и Тика крећу и путем ове авантуре у којој ће доживети и извесне непријатности.

## Леле, бато
Ђошин брат Тика Шпиц се прославио након серије Породично благо, и тезгари по Србији не би ли уновчио своју славу. Прима позив са РТС-а да треба да уручи кола наградном добитнику, али му његов ујка Житко погрешно преноси да су кола за њега. Након разних перипетија које га сналазе, он стиже у студио али и Ђоша хоће свој део и не дозвољава му да само он преузме награду.